# لويس فيانا
لويس فيانا (بالإسبانية: Luis Viana)‏ هو سياسي أرجنتيني، ولد في 8 يناير 1962. حزبياً، نشط في الحزب العدلي. وقد انتخب عضو مجلس الشيوخ الأرجنتيني وانتخب عضو مجلس النواب في الأرجنتين.